# Mark Bradford
Mark Bradford (7 de octubre de 1984 en Los Ángeles, California) es un jugador profesional de fútbol americano juega la posición de wide receiver actualmente es agente libre. Firmó con Dallas Cowboys como agente libre en 2008. Jugó como colegial en Stanford.
También participó con San Francisco 49ers en la National Football League y California Redwoods en la United Football League.

## Estadísticas UFL
| Temporada | Año | N.º | Yds | Avg | TD | Lg |
| --------- | --- | --- | --- | --- | -- | -- |
| 2009      | CAR | 3   | 17  | 5.7 | 0  | 8  |